# Taractrocera tilda
Taractrocera tilda là một loài bướm ngày thuộc họ Bướm nhảy. Nó là loài duy nhất được tìm thấy ở tỉnh Vân Nam và Tứ Xuyên.